# 朧 (曲)
「朧」（おぼろ）は、日本のロックバンドDIR EN GREYの楽曲で、メジャー32枚目のシングル。2021年4月28日にリリース。

## 概要
- 「落ちた事のある空」から約8カ月ぶりとなるシングル。拍数やテンポ感から、作詩の京からある曲の続編というイメージを連想させるということからこのタイトルが命名された。
- ミキシングを担当したのは表題曲がニール・アヴロン、T.D.F.F.がトム・ロード＝アルジ[2]。
- ジャケットのアートワークはペーパードール作家の日野まきが手掛けている[3]。
- OBSCUREのMVにて赤ん坊の実を貪る遊女を演じていた舞踏家が、本作のMVにて京が演じる赤子を産む妊婦として再登板している[4]。

## 収録曲
Disc 1
1. 朧
薫原曲。前述の拍数やテンポ感に加え、中盤にてストリングスとギターソロが入れ替わるように交差していくのが特徴的なミディアムバラード。
2. T.D.F.F.
3枚目のアルバム『鬼葬』収録曲「The Domestic Fucker Family」の再構築バージョン。オリジナルと比べて歌詞が変わっている他､ キーやチューニングが数オクターブ下がった。
3. 谿壑の欲 [LIVE]
Live Take from 爆音上映会『目黒鹿鳴館GIG』

Disc 2【DVD】（初回生産限定盤）
1. The World of Mercy
2. 落ちた事のある空
3. 業

- BEHIND THE SCENES OF 朧

Disc 2【Blu-ray or DVD】（完全生産限定盤）
爆音上映会『目黒鹿鳴館GIG
1. dead tree
2. 谿壑の欲
3. 人間を被る
4. Devote My Life
5. Rubbish Heap
6. CLEVER SLEAZOID
7. 輪郭
8. The World of Mercy
9. Values of Madness
10. 落ちた事のある空
11. 業
12. 詩踏み
13. CHILD PREY
14. 羅刹国

- BEHIND THE SCENES OF 朧